# C-Note (album)
C-Note is een live jazzalbum van de Amerikaanse muzikant Prince welke in 2003 werd uitgebracht. 

## Het album
De vijf nummers van het album zijn opnames van soundchecks van de One Nite Alone... tour. De eerste drie nummers zijn instrumentale nummers genoemd naar de steden waar ze zijn opgenomen. Het vierde nummer Tokyo is een repetitieopname. Het laatste nummer is een live-opname van Empty Room. Dit nummer, - een outtake van het album The Gold Experience - werd op 25 oktober 2002 te Kopenhagen opgenomen. Het nummer zelf is waarschijnlijk begin augustus 1985 al geschreven. Dit lied handelt mogelijk over relatieproblemen met Prince' toenmalige vriendin Susannah Melvoin.
Het album was via Prince' website van de NPG Music Club als MP3-bestand te downloaden.
De titel van het album is te vinden door de beginletters van de nummers achter elkaar te zetten. De naam betekent ook: biljet van 100 dollar.

## Nummers
| Nr. | Titel      | Duur  |
| --- | ---------- | ----- |
| 1.  | Copenhagen | 13:28 |
| 2.  | Nagoya     | 8:54  |
| 3.  | Osaka      | 5:28  |
| 4.  | Tokyo      | 5:04  |
| 5.  | Empty Room | 4:02  |

## Bezetting
- John Blackwell – drums
- Greg Boyer – trombone
- Candy Dulfer – saxofoon
- Renato Neto – keyboard
- Maceo Parker – saxofoon
- Prince - andere instrumenten
- Rhonda Smith – basgitaar